# The Short History of the Long Road
The Short History of the Long Road —en español: La breve historia del largo camino— es una película dramática estadounidense de 2019, escrita y dirigida por Ani Simon-Kennedy. Está protagonizada por Sabrina Carpenter, Steven Ogg, Danny Trejo, Maggie Siff y Rusty Schwimmer.
Tuvo su estreno mundial en el Festival de Cine de Tribeca el 27 de abril de 2019. Fue lanzada el 12 de junio de 2020 por FilmRise.

## Trama
Nola adolescente (interpretada por Carpenter) ha pasado gran parte de su vida en la carretera abierta con su padre autosuficiente (Ogg). La pareja recorre los Estados Unidos en una autocaravana renovada, ganándose la vida haciendo trabajos ocasionales. Sin embargo, una ruptura impactante la deja a Nola sola. Ella se dirige a Albuquerque, Nuevo México, en busca de su madre, a quien nunca conoció. Cuando su autocaravana se descompone inesperadamente, Nola establece un vínculo con el dueño de un taller mecánico (Trejo).

## Elenco
- Sabrina Carpenter como Nola
- Steven Ogg como Clint, papá de Nola
- Danny Trejo como Miguel
- Maggie Siff como Cheryl, mamá de Nola
- Rusty Schwimmer como Marcie
- Jashaun St. John como Blue
- Jackamoe Buzzell como Guardia de Seguridad

## Producción
En agosto de 2018, se anunció que Sabrina Carpenter, Steven Ogg, Danny Trejo, Maggie Siff, Rusty Schwimmer y Jashaun St. John se habían unido al elenco de la película, con Ani Simon-Kennedy dirigiendo a partir de un guion que ella misma escribió.

## Recepción
La película recibió críticas generalmente positivas. En el sitio de agregación de reseñas Rotten Tomatoes, la película tiene una puntuación del 89%, con una calificación promedio de 7/10 basada en 35 críticas. El consenso crítico del sitio dice: «Un vehículo potencialmente destacado tanto para su guionista-directora como para su protagonista, La breve historia del largo camino encuentra nuevos caminos a lo largo de su ruta bien transitada». Metacritic, que utiliza un promedio ponderado, asignó a la película una puntuación de 60 sobre 100, basada en siete críticos, lo que indica «críticas mixtas o promedio».
Variety elogió la actuación de Carpenter, afirmando que ella «permeaba la pantalla con una calidad astutamente conmovedora de la que es difícil apartar la vista».